# 出口延佳
出口 延佳（でぐち のぶよし、元和元年4月28日（1615年5月25日） - 元禄3年1月16日（1690年2月24日））は、江戸時代前期の神職、国学者である。幼名は延良。通称は与三次郎、愚太夫、信濃。号は直菴、講古堂。

## 経歴・人物
度会延伊の子として、伊勢の宇治山田に生まれる。幼名は延良であったが、後西天皇の諱が良仁（なかひと）となったため延佳と改字。
元和7年（1621年）に6歳で伊勢神宮の権禰宜となり、度会姓を名乗る。権禰宜となった後は伊勢神道の興隆のために『陽復記』、『太神宮神道或問』、『神宮秘伝問答』等を著した。また、古事記の諸写本を校合して『鼇頭古事記』を著すなど、神職以外にも国学者としても活動した。『陽復記』は後光明天皇の叡覧に供した。
慶安4年（1647年）には、神宮祭主河辺定長、大宮司河辺精長、山田奉行八木宗直をはじめ70人余りの同志と共に伊勢神宮の外宮に豊宮崎文庫を創建し、神官の子弟たちに教育した。門下には山崎闇斎、山本広足、真野時縄、河辺精長等がおり、著名な学者を輩出した。
しかし、寛文10年（1670年）11月の大火で豊宮崎文庫は全焼し、蔵書や校訂した図書を失った。翌年には両宮の師職訴訟により外宮方が破れ、祠官一同と共に閉門に処せられる等不遇の晩年を過ごした。
貞享4年（1688年）、霊元天皇の口宣により従四位上に叙した。
元禄3年（1690年）、卒去。

## 学問・思想
延佳は、中世以来の伊勢神道の教学復興に注力し、そこに儒教の思想など新たな解釈を加えることで「後期伊勢神道」と呼ばれる教学を形成した。
延佳は、『陽復記』で「それ神道と云（いふ）は、人々日常の間にありて、一事として神道にあらずと云（いふ）事なし」と述べ、神道とは日本人の日常生活の中にある道であり、日本人の生き方そのものであると主張し、『太神宮神道或問』では「神を祭る法などは禰宜神主のする事にて、神道と云（いふ）は上一人より下万民まで行ふ旦暮の道なり」と述べ、神社の祭儀はあくまで神主が行うことであり、それだけを神道とするのではなく、身分が高い者も低い者も日々の自らのつとめを全うすることこそが神道だと説いた。
このように、延佳の思想は日常の中に神道を見出し、神道を民衆一般に解放するところに特徴があった。
また、儒教や仏教については、日本人の生活規範である神道を踏まえた上で、礼儀や徳などを身につけるために、神道の「羽翼」として補助的に学んで用いるべきであると主張した。